# Dietmar Ostwald
Dietmar Ingolf Ostwald (* 27. März 1953 in Thüringen) ist ein deutscher Schriftsteller.

## Leben
In seinem ersten Roman „Das Phantom aus der Vergangenheit“ wird der Untergang der DDR behandelt, es folgen weitere Werke, die das Thema DDR aufgreifen. Dietmar Ostwald richtet sich mit seinen Büchern hauptsächlich an Kinder. Er lebt seit 1975 in Arnsberg-Voßwinkel.

## Werke
- Die ungewöhnlichen Abenteuer des Flohs Klaus (2016)
- Von Engeln, Drachen und mutigen Kindern (2013)
- Die Schattenlakaien (2012)
- Das Phantom aus der Vergangenheit (2011)
- Aktion Kornblume (2011)
- Wege hinter dem Spiegel (2004)